# Osmia gracilicornis
Osmia gracilicornis är en biart som beskrevs av Pérez 1895. Osmia gracilicornis ingår i släktet murarbin, och familjen buksamlarbin. Inga underarter finns listade i Catalogue of Life.